# Szaúd-Arábia a 2008. évi nyári olimpiai játékokon
Szaúd-Arábia a kínai Pekingben megrendezett 2008. évi nyári olimpiai játékok egyik részt vevő nemzete volt. Az országot az olimpián 4 sportágban 14 sportoló képviselte, akik érmet nem szereztek.

## Atlétika
Férfi
| Versenyző           | Versenyszám    | Előfutam | Előfutam | Előfutam | Elődöntő | Elődöntő | Elődöntő | Döntő   | Döntő    |
| Versenyző           | Versenyszám    | Idő      | Hely.    | Össz.    | Idő      | Hely.    | Össz.    | Idő     | Helyezés |
| ------------------- | -------------- | -------- | -------- | -------- | -------- | -------- | -------- | ------- | -------- |
| Mohammed esz-Szálhi | 800 m          | 1:47,02  | 2.       | 24.      | 1:47,14  | 6.       | 19.      | kiesett | kiesett  |
| Mohammed Savín      | 1500 m         | 3:45,82  | 10.      | 43.      | kiesett  | kiesett  | kiesett  | kiesett | kiesett  |
| Muheld el-Utajbi    | 5000 m         | 13:47,00 | 6.       | 18.      |          |          |          | kiesett | kiesett  |
| Ali Ahmed el-Ámri   | 3000 m akadály | 9:09,73  | 13.      | 38.      |          |          |          | kiesett | kiesett  |

| Versenyző                        | Versenyszám   | Selejtező | Selejtező | Döntő    | Döntő    |
| Versenyző                        | Versenyszám   | Eredmény  | Helyezés  | Eredmény | Helyezés |
| -------------------------------- | ------------- | --------- | --------- | -------- | -------- |
| Mohammed el-Huvajldi             | Távolugrás    | 793 cm    | 14.       | kiesett  | kiesett  |
| Huszajn Táher esz-Szabe          | Távolugrás    | 804 cm    | 8.        | 780 cm   | 11.      |
| Szultán Abd el-Madzsíd el-Hebszi | Súlylökés     | 19,51 m   | 27.       | kiesett  | kiesett  |
| Szultán Mubárak ed-Dávudi        | Diszkoszvetés | 56,29 m   | 34.       | kiesett  | kiesett  |

## Lovaglás
Díjugratás
| Versenyző                                                          | Ló                             | Versenyszám | Selejtező | Selejtező | Selejtező | Selejtező | Selejtező | Selejtező | Selejtező | Selejtező | Döntő   | Döntő   | Döntő   | Döntő   | Végeredmény | Végeredmény |
| Versenyző                                                          | Ló                             | Versenyszám | 1. kör    | 1. kör    | 2. kör    | 2. kör    | 2. kör    | 3. kör    | 3. kör    | 3. kör    | 1. kör  | 1. kör  | 2. kör  | 2. kör  | Végeredmény | Végeredmény |
| Versenyző                                                          | Ló                             | Versenyszám | Bünt.     | Hely.     | Bünt.     | Össz.     | Hely.     | Bünt.     | Össz.     | Hely.     | Bünt.   | Hely.   | Bünt.   | Hely.   | Bünt.       | Helyezés    |
| ------------------------------------------------------------------ | ------------------------------ | ----------- | --------- | --------- | --------- | --------- | --------- | --------- | --------- | --------- | ------- | ------- | ------- | ------- | ----------- | ----------- |
| Ramzi ed-Duhámi                                                    | Allah Jabek                    | Egyéni      | 2         | 24.       | 5         | 7         | 12.       | 9         | 16        | 15.       | 8       | 22.     | kiesett | kiesett | kiesett     | kiesett     |
| Abdalláh Ál Szuúd                                                  | Obelix                         | Egyéni      | 10        | 51.       | 30        | 40        | 54.       | kiesett   | kiesett   | kiesett   | kiesett | kiesett | kiesett | kiesett | kiesett     | kiesett     |
| Fajszal as-Saalán                                                  | Wido                           | Egyéni      | 11        | 55.       | 18        | 29        | 52.       | kiesett   | kiesett   | kiesett   | kiesett | kiesett | kiesett | kiesett | kiesett     | kiesett     |
| Kamál Báhamdán                                                     | Rivaal                         | Egyéni      | 11        | 55.       | 15        | 26        | 48.       | kiesett   | kiesett   | kiesett   | kiesett | kiesett | kiesett | kiesett | kiesett     | kiesett     |
| Ramzi ed-Duhámi Kamál Báhamdán Fajszal as-Saalán Abdallah Ál Szuúd | Allah Jabek Rivaal Wido Obelix | Csapat      |           |           |           |           |           |           |           |           | 38      | 11.     | kiesett | kiesett | kiesett     | kiesett     |

## Sportlövészet
Férfi
| Versenyző        | Versenyszám | Selejtező | Selejtező | Döntő   | Döntő    |
| Versenyző        | Versenyszám | Pont      | Helyezés  | Pont    | Helyezés |
| ---------------- | ----------- | --------- | --------- | ------- | -------- |
| Szaíd el-Mutajri | Skeet       | 104       | 39.       | kiesett | kiesett  |

## Úszás
Férfi
| Versenyző        | Versenyszám    | Előfutam | Előfutam | Előfutam | Elődöntő | Elődöntő | Elődöntő | Döntő   | Döntő    |
| Versenyző        | Versenyszám    | Idő      | Hely.    | Össz.    | Idő      | Hely.    | Össz.    | Idő     | Helyezés |
| ---------------- | -------------- | -------- | -------- | -------- | -------- | -------- | -------- | ------- | -------- |
| Báder el-Muhanna | 100 m pillangó | 55,59    | 5.*      | 61.*     | kiesett  | kiesett  | kiesett  | kiesett | kiesett  |

* - egy másik versenyzővel azonos időt ért el